# Североазиатские геккончики
Североазиатские геккончики (лат. Alsophylax) — род ящериц из семейства гекконовых.
Длина тела до 5 см. Распространены в Средней и Центральной Азии, ареал пискливого геккончика включает также крайний юго-восток Европы.

## Таксономия и распространение
Род включает 8 видов:
- Alsophylax emilia Nazarov et al., 2023 — известен из нескольких локалитетов на северо-востоке Ферганской долины;
- Alsophylax ferganensis Nazarov et al., 2023 — известен только с типовой территории на юге Ферганской долины на границе с Кыргызстаном;
- Alsophylax laevis Nikolsky, 1907 — гладкий геккончик — ареал включает юг Туркменистана и Узбекистана, возможно обитает на севере Ирана и Афганистана;
- Alsophylax loricatus Strauch, 1887 — панцирный геккончик — эндемик Ферганской долины на территории Узбекистана, Таджикистана и Киргизии;
- Alsophylax pipiens (Pallas, 1827) — пискливый геккончик — распространён от Астраханской области России (гора Богдо) на западе до Монголии на востоке, на юге ареал доходит до северных районов Афганистана и Ирана;
- Alsophylax przewalskii Strauch, 1887 — геккончик Пржевальского — эндемик Восточного Туркестана (СУАР, Китай);
- Alsophylax szczerbaki Golubev & Sattarov, 1979 — панцирный геккончик Щербака[4] — эндемик Туркменистана;
- Alsophylax tadjikiensis Golubev, 1979 — таджикский геккончик[5] — эндемик южного Таджикистана (долина реки Вахш).

Ранее в составе рода выделялся подрод Altiphylax, который в настоящее время рассматривается как отдельный род. В разное время к роду Alsophylax также относили некоторые другие виды, сейчас относимые к родам Bunopus, Cyrtodactylus, Mediodactylus и Microgecko.